# Sông Đăk Psi
Đăk Psi là phụ lưu của krông Pô Kô, chảy ở vùng đất các huyện Tu Mơ Rông, Đăk Hà và Đăk Tô tỉnh Kon Tum, Việt Nam .

## Dòng chảy
Đăk Psi bắt nguồn từ hợp lưu các suối chảy từ dãy núi cao trên 2300 m 14°59′11″B 107°55′10″Đ / 14,98639°B 107,91944°Đ ở xã Măng Ri huyện Tu Mơ Rông chảy uốn lượn theo hướng nam-đông nam .
Đến các xã Văn Xuôi và Ngok Yêu thì sông đổi hường nam, rồi nam-tây nam.
Đến các xã Diên Bình và Pô Kô huyện Đăk Tô thì đổ vào krông Pô Kô.

## Các thủy điện
Đăk Psi khởi nguồn từ vùng núi cao nên tuy không dài nhưng giàu tiềm năng thủy điện. Hiện có 3 thủy điện đang hoạt động, và năm 2016 còn một số dự án chưa có thông tin về triển khai.
Thủy điện Đăk Psi 3 có công suất 15 MW với 3 tổ máy 14°47′58″B 108°0′26″Đ / 14,79944°B 108,00722°Đ, xây dựng trên vùng đất các xã Đăk Psi huyện Đăk Hà và xã Tu Mơ Rông huyện Tu Mơ Rông, khởi công tháng 12/2010 hoàn thành tháng 09/2012 .
Thủy điện Đăk Psi 4 có công suất 30 MW với 3 tổ máy 14°46′16″B 108°0′7″Đ / 14,77111°B 108,00194°Đ, xây dựng trên vùng đất các xã Đăk Psi huyện Đăk Hà và xã Đăk Hà huyện Tu Mơ Rông, khởi công cuối năm 2007 hoàn thành tháng 10/2010 . Đây là thủy điện xây dựng đầu tiên, nên có văn liệu gọi là Thủy điện Đăk Psi.
Thủy điện Đăk Psi 5 có công suất 10 MW với 2 tổ máy 14°39′38″B 107°56′16″Đ / 14,66056°B 107,93778°Đ, xây dựng trên vùng đất xã Đăk Psi huyện Đăk Hà khởi công năm 2009 hoàn thành năm 2014 .

## Chỉ dẫn
1. ↑  Trong tiếng các dân tộc thuộc nhóm ngôn ngữ Môn-Khmer ở Tây Nguyên và trong tiếng Việt cổ (trước thế kỷ 16, xem Chữ Nôm) thì đăk đã có nghĩa là nước, sông, suối, còn krông nghĩa là sông.